# Rhinophrynidae
Famille
Les Rhinophrynidae forment une famille d'amphibiens qui ne regroupe qu'un seul genre existant et trois genres fossiles.  Elle a été créée par Albert Charles Lewis Günther (1830-1914) en 1859.

## Répartition
L'espèce de cette famille se rencontre en Amérique du Nord et en Amérique centrale.

## Liste des genres
Selon Amphibian Species of the World (19 novembre 2016) :
- Rhinophrynus Duméril & Bibron, 1841

et les trois genres fossiles :
- †Chelomophrynus Henrici 1991
- †Eorhinophrynus Hecht 1960
- †Rhadinosteus Henrici 1998

## Taxinomie
La phylogénie la place dans les Xenoanura Savage, 1973 au côté des Pipidae Gray, 1825.

## Publication originale
- Günther, 1859 "1858" : Catalogue of the Batrachia Salientia in the collection of the British Museum (texte intégral).